# Paratrechalea azul
Espèce
Paratrechalea azul est une espèce d'araignées aranéomorphes de la famille des Trechaleidae.

## Distribution
Cette espèce est endémique du Brésil. Elle se rencontre dans les États du Rio Grande do Sul, de Santa Catarina, du Paraná, de Rio de Janeiro et de São Paulo.

## Description
La carapace de la femelle holotype mesure 5,1 mm de long sur 4,5 mm de large et l'abdomen 5,6 mm de long.
La carapace du mâle décrit par Silva, Lise, Buckup et Brescovit en 2006 mesure 7,00 mm de long sur 4,60 mm de large et l'abdomen 5,3 mm de long.

## Publication originale
- Carico, 2005 : Descriptions of two new spider genera of Trechaleidae (Araneae, Lycosoidea) from South America. Journal of Arachnology, vol. 33, no 3, p. 797-812 (texte intégral).